# Corrientes (provincie)
Corrientes je provincie na severovýchodě Argentiny. Jméno pochází z řek Paraná a Uruguay, které protékají provincií a znamená v překladu do češtiny proudy.
Provincie hraničí na severu s provincií Misiones a s Paraguayí, na západě s provincií Santa Fe a Chaco, a jihu s provincií Entre Ríos a na východě s Brazílií. Corrientes je jedinou argentinskou provincií, která má kromě španělštiny druhý oficiální jazyk - guaraní.

## Departementy
Seznam depertementů provincie Corrientes a jejich hlavních měst:
1. Bella Vista (Bella Vista)
2. Berón de Astrada (Berón de Astrada)
3. Capital (Corrientes)
4. Concepción (Concepción Yaguareté-Corá)
5. Curuzú Cuatiá (Curuzú Cuatiá)
6. Empedrado (Empedrado)
7. Esquina (Esquina)
8. General Alvear (General Alvear)
9. General Paz (Nuestra Señora del Rosario de Caá Catí)
10. Goya (Goya)
11. Itatí (Itatí)
12. Ituzaingó (Ituzaingó)
13. Lavalle (Lavalle)
14. Mburucuyá (Mburucuyá)
15. Mercedes (Mercedes)
16. Monte Caseros (Monte Caseros)
17. Paso de los Libres (Paso de los Libres)
18. Saladas (Saladas)
19. San Cosme (San Cosme)
20. San Luis del Palmar (San Luis del Palmar)
21. San Martín (La Cruz)
22. San Miguel (San Miguel)
23. San Roque (San Roque)
24. Santo Tomé (Santo Tomé)
25. Sauce (Sauce)